# Brazuelo
Brazuelo es un municipio y lugar español de la provincia de León, en la comunidad autónoma de Castilla y León. Cuenta con una población de 312 habitantes (INE 2024).

## Geografía
Está integrado en la comarca de Maragatería, situándose a 62 kilómetros de la capital provincial. El término municipal está atravesado por la autovía del Noroeste entre los pK 330 y 346 (hasta el puerto de Manzanal).
El relieve del municipio se caracteriza por el ascenso de sureste a noroeste de los Montes de León desde la Maragatería leonesa. La altitud oscila desde los 900 metros en la orilla del río Argañoso, cerca de la comarca de La Cepeda, hasta los 1485 metros (pico La Mocera) en los Montes de León. El puerto de Manzanal (1229 metros) sirve de paso natural a la comarca de El Bierzo. El núcleo urbano se alza a 1019 metros sobre el nivel del mar. Los pequeños ríos (Argañoso, Combarros) y arroyos discurren de oeste a este y son tributarios del río Tuerto.
| Noroeste: Torre del Bierzo     | Norte: Villagatón y Magaz de Cepeda | Nordeste: Magaz de Cepeda  |
| Oeste: Santa Colomba de Somoza |                                     | Este: Villaobispo de Otero |
| Suroeste: Sorbas               | Sur: Astorga                        | Sureste: Astorga           |

## Demografía

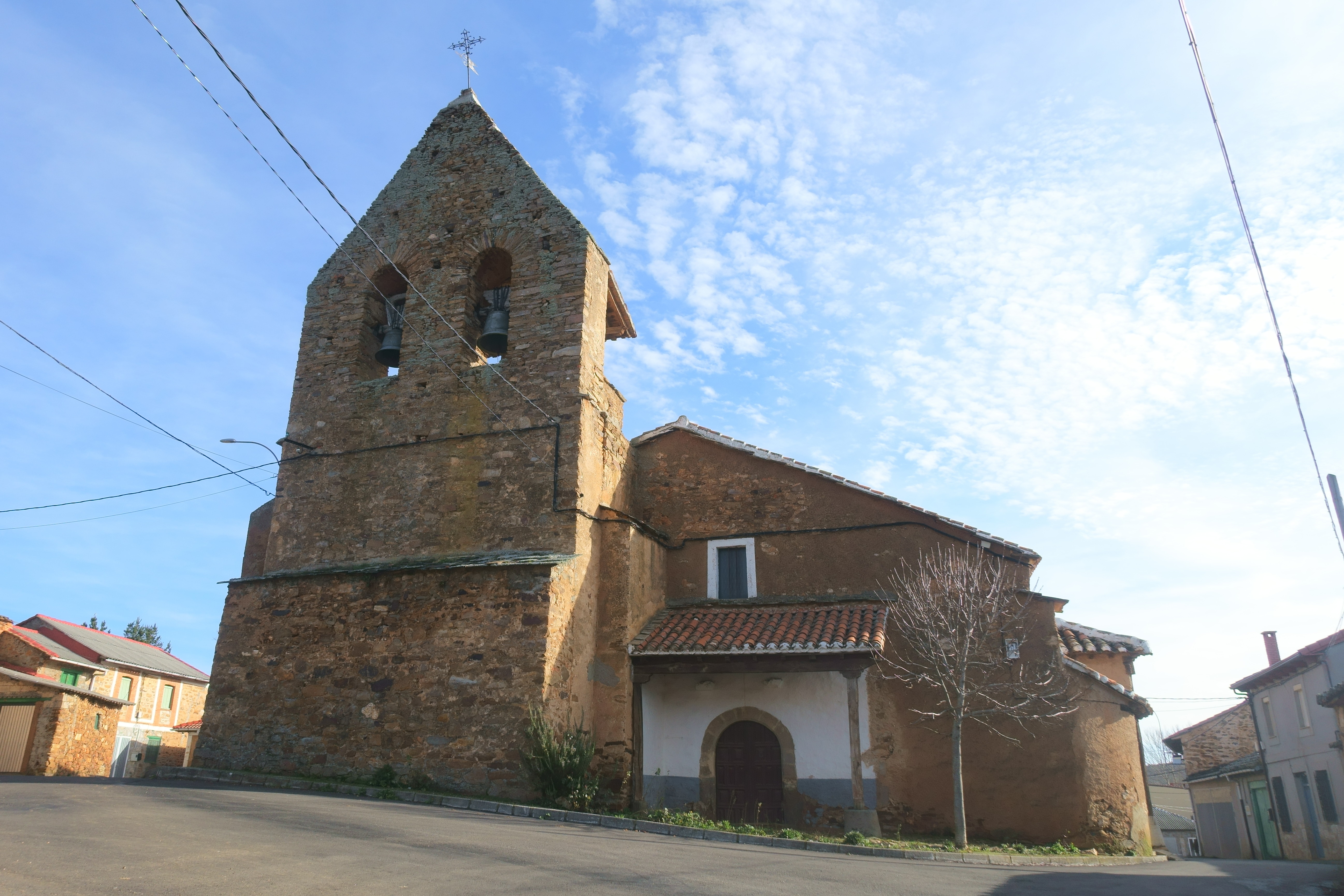
Iglesia de Santiago Apóstol

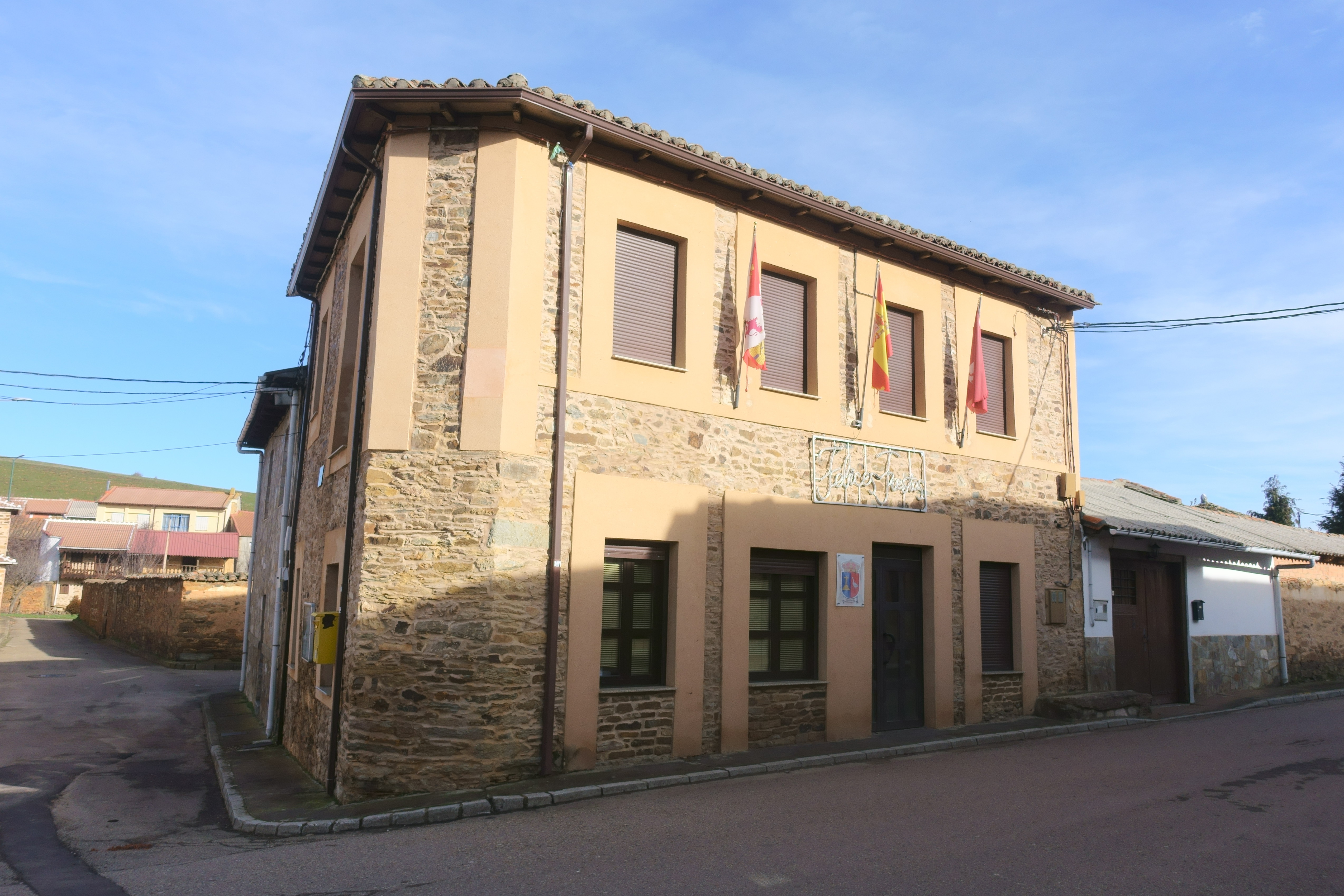
Casa consistorial

Cuenta con una población de 312 habitantes (INE 2024).
| Gráfica de evolución demográfica de Brazuelo entre 1857 y 2021 |
| |
| Población de derecho según los censos de población del INE. Población de hecho según los censos de población del INE. En 1857 aparece este municipio porque se segrega de Castrillo de los Polvazares. |

### Núcleos de población
- Bonillos
- Brazuelo (cabecera)
- Combarros
- El Ganso
- Pradorrey
- Quintanilla de Combarros
- Requejo de Pradorrey
- Rodrigatos de la Obispalía
- Veldedo

## Comunicaciones
Carretera
Se encuentra en el corredor de la A-6, comunicándose con esta mediante un enlace.
Transporte aéreo
El Aeropuerto de León, que entró en servicio en 1999, es el aeropuerto más cercano, encontrándose a 57 kilómetros de Brazuelo.